# HTL Ried
Die Höhere Technische Lehranstalt Ried im Innkreis (HTL Ried) ist eine Höhere Technische Lehranstalt in der Stadt Ried im Innkreis in Oberösterreich.

## Maschineningenieurwesen
An der HTL Ried wird die Fachrichtung Maschineningenieurwesen als Tagesform angeboten, welche als höhere Abteilung geführt wird und somit mit der Matura abschließt.
Die Stärke dieser Abteilung liegt in den fundierten Grundlagen, die den Schülern praxisnah vermittelt werden. Die Kenntnisse, die in den gut aufeinander abgestimmten Gegenständen Mechanik, Maschinenelemente, Fertigungstechnik, Konstruktion, Elektrotechnik und Elektronik erworben werden, bilden die Basis für weitere Spezialisierungen.
Seit dem Schuljahr 2016/17 gibt es die Möglichkeit, zwischen folgenden Maschinenbau-Schwerpunkten zu wählen:
- Fertigungstechnik/konstruktiver Leichtbau
- Agrar- und Umwelttechnik

## Abendschule Automatisierungstechnik
Die achtsemestrige HTL für Berufstätige (Abendschule) hat als Ausbildungsschwerpunkt Automatisierungstechnik. Die Abendschule startet jedes zweite Jahr mit einer neuen Klasse.

## Geschichte
Die HTL wurde mit dem Gründungsdirektor Ernest Miesbauer 2002 in enger Kooperation mit der Wirtschaft sowie der Stadt Ried und Firmen der umliegenden Gemeinden gegründet. Eine Besonderheit ist der dislozierte fachpraktische Unterricht, welcher im ersten Jahr in den Partnerfirmen durchgeführt wird. 

## Leitung
- 2002 bis 2012 Ernest Miesbauer
- seit 2012 Wolfgang Billinger